# Mohammed Tchité
Mohammed Gasana Tchité (* 31. Januar 1984 in Bujumbura) ist ein burundischer ehemaliger Fußballspieler. Er hat neben der burundischen auch die ruandische, die kongolesische – seine Mutter stammt aus dem Kongo – und seit 2008 auch die belgische Staatsbürgerschaft.

## Vereinskarriere

### Weg zum Profi
Mohammed Tchité spielte in seiner Jugend für Prince Louis Bujumbura aus Burundi, ehe er 2002 zu Victory Sport Mukura aus Ruanda wechselte, wo er von Scouts von Standard Lüttich entdeckt wurde. Dort kam er zwischen 2003 und 2006 regelmäßig in der belgischen 1. Division zum Einsatz und konnte 21 Tore in 58 Spielen erzielen. Während der Vorbereitung auf die Saison 2004/05 nahm er an einem Probetraining beim italienischen Rekordmeister Juventus Turin teil, blieb jedoch bei Standard.

### Anderlecht
In der Saison 2006/07 wurde er nach seinem Wechsel zum belgischen Rekordmeister RSC Anderlecht belgischer Meister und Supercupsieger.

### Racing Santander
Am letzten Tag der Sommer-Transferperiode 2007/08 unterschrieb Tchité einen Vertrag bei Racing Santander in Spaniens erster Liga, wo er den Serben Nikola Zigic, der zum FC Valencia gewechselt war, ersetzen sollte. Tchité gab bekannt, dass er für die belgische Nationalmannschaft antreten möchte, sobald er einen belgischen Pass erhalten würde. Am 5. Mai 2008 erhielt er dann den belgischen Pass.

### Standard Lüttich
Mohammed Tchité wurde am 31. August 2010 wieder zurück zum Standard Lüttich transferiert und erhielt einen Drei-Jahres-Vertrag. Er bekam in Lüttich die Rückennummer 10. Mit Standard konnte er im Jahr 2011 den belgischen Pokal gewinnen.

### FC Brügge
Im Sommer 2012 verließ Tchité Lüttich und wechselte zu Ligakonkurrent FC Brügge. Dort war er anfangs Stammspieler, verlor diesen Platz zu Beginn des Jahres 2013 und kam fortan nur noch selten zum Zuge.

### Weitere Stationen
Nachdem er die zweite Jahreshälfte 2014 ohne Engagement geblieben war, schloss sich Tchité Anfang 2015 dem rumänischen Erstligisten Petrolul Ploiești an. Tchité hatte dort nur einen Vertrag für den Rest der Saison 2014/15. Nach dessen Ablauf war er zunächst wieder ohne Vertrag, bevor er Mitte November 2015 wieder für den Rest der Saison 2015/16 wieder in die belgische erste Division, diesmal von VV St. Truiden, verpflichtet wurde.
Nach Ablauf dieses Vertrages war er erneut vertragslos, bevor er im September 2016 von Royal White Star Brüssel, einem Verein in der obersten belgischen Amateurklasse, verpflichtet wurde. Diesmal war er nach Ablauf des Vertrages die komplette nächste Saison ohne Vertrag, bevor er Anfang Juli 2018 beim RRC Hamoir, einem Verein in der zweithöchsten belgischen Amateurklasse, einen neuen Vertrag erhielt. Nachdem der Vertrag dort abgelaufen war, wechselte er zur Saison 2019/20 zum RFC Fléron, einem Verein in der zweiten Provinzklasse der Provinz Lüttich. Damit spielt er nur noch in der siebthöchsten Spielklasse. Tchité wollte aber den Raum Lüttich nicht verlassen, weil er dort zugleich eine Ausbildung macht.

## Nationalmannschaftskarriere
Der in Burundi geborene Tchité bekundete nach einigen Jahren in Belgien seinen Wunsch, für die belgische Nationalmannschaft spielen zu wollen; am 11. Juli 2008 erhielt er die belgische Staatsbürgerschaft. Die FIFA genehmigt Einsätze für Belgien jedoch nicht, da der Stürmer U-20-Länderspiele für Burundi absolviert hat und 2004, also vor seinem 21. Geburtstag, einen Wechsel zum Fußballverband Ruandas beantragte. Da Verbandswechsel nach Vollendung des 21. Lebensjahres nicht gestattet waren, war Tchité zunächst nur für die ruandische Nationalmannschaft spielberechtigt, wo er jedoch noch nicht eingesetzt wurde. Nach der Lockerung der FIFA-Regularien wurden Verbandswechsel nach Vollendung des 21. Lebensjahres zwar erlaubt, jedoch darf Tchité dennoch nicht für Belgien spielen, da er zum Zeitpunkt seiner U-20-Einsätze für Burundi die belgische Staatsbürgerschaft noch nicht besaß. Er ist für Ruanda und Burundi spielberechtigt.

## Erfolge

### RSC Anderlecht
- Gewinner des belgischen Supercups: 2007
- Belgischer Meister: 2006/07

### Standard Lüttich
- Belgischer Pokalsieger: 2010/11

### Persönlich
- Ebbenhouten Schoen (deutsch goldener Ebenholz-Schuh; Auszeichnung für den besten afrikanischen Spieler oder Spieler afrikanischer Abstammung in Belgien): 2007